# Saint-Victor (Cantal)
Saint-Victor è un comune francese di 110 abitanti situato nel dipartimento del Cantal nella regione dell'Alvernia-Rodano-Alpi.

## Società

### Evoluzione demografica
Abitanti censiti